# Hiram Bingham IV
Pour les articles homonymes, voir Bingham.
Hiram Bingham IV (17 juillet 1903 - 12 janvier 1988 à Salem) est un diplomate américain. Durant la Seconde Guerre mondiale, il est vice-consul à Marseille où, avec l'aide de Varian Fry, il aide plus de 2 500 juifs à fuir la France, devant l'invasion nazie.

## Biographie
Hiram « Harry » Bingham IV est né le 17 juillet 1903. Son père est Hiram Bingham III, gouverneur du Connecticut et sénateur des États-Unis. Hiram Bingham III est le premier explorateur américain des ruines Incas au Machu Picchu.
Sa mère, Alfreda Mitchell, est la première épouse de Hiram Bingham III. Le grand-père maternel de Alfreda Mitchell, est le fondateur de Tiffany & Co., Charles Lewis Tiffany.
Son arrière grand-père, Hiram Bingham I, ainsi que son grand-père, Hiram Bingham II, sont parmi les premiers missionnaires protestants au Royaume de Hawaï.

### Études
Hiram Bingham IV fait ses études au Groton School, école privée épiscopalienne à Groton (Massachusetts). Il est diplômé de l'université Yale en 1925.

### Diplomatie
Hiram Bingham IV sert comme secrétaire civil à l'ambassade des États-Unis à Kobé au Japon. Il travaille a temps partiel comme enseignant. Il voyage en Inde et en Égypte, avant de retourner aux États-Unis. Il étudie à l'université Harvard, où il obtient son diplôme en droit. Il passe alors l'examen d'entrée dans le corps diplomatique, où il obtient le troisième rang.
Sa première position est à Pékin, en Chine. Il est témoin de la révolution communiste. Il voyage à travers l'Asie et s'intéresse à la philosophie des religions orientales.
Il sert ensuite à Varsovie, en Pologne.
En 1934, il devient troisième secrétaire à l'Ambassade des États-Unis à Londres.

### Vice-consul des États-Unis à Marseille
Hiram Bingham IV est vice-consul des États-Unis à Marseille de 1939 à 1941.
En 1939, il est responsable au consulat des États-Unis à Marseille du service des visas pour entrer aux États-Unis.
Le 10 mai 1940, les Allemands envahissent la France et le gouvernement français démissionne. Avec la signature de l'armistice, la majorité des réfugiés étrangers sont assignés à des camps de détention. Des milliers de réfugiés vont à Marseille dans le but d'obtenir des visas pour les États-Unis ou dans d'autres pays.
Le département d'État des États-Unis adopte une politique négative vis-à-vis les réfugiés, afin de limiter l'immigration vers les États-Unis et pour garder des relations cordiales avec le régime de Vichy. Hiram Bingham IV devient l'exception. Il décide d'aider les réfugiés.
Il visite des camps de détention et encourage l'aide américaine pour améliorer le sort des détenus. Il accorde des passeports Nansen pour des apatrides.

## Honneurs
- Un timbre américain représentant Hiram Bingham IV est mis en vente en 2006[2].
- Dans les années 80, Bingham a été décoré par les Nations unies[3].